# りーふねっと
株式会社りーふねっとは携帯電話に特化した技術開発を行う日本の企業。通信事業・携帯ビジネスソリューション事業・携帯コンテンツソリューション事業・携帯電話を使ったソリューションのコンサルタントを主業とする。

## 沿革
- 2001年3月　P&G　セブンイレブン共同着信メロディキャンペーンスタート
- 2001年7月18日：有限会社りーふねっと設立
- 2001年8月:ロッテガーナミルクチョコレート着信メロディーキャンペーンスタート
- 2002年1月：JASRACとのASP音楽配信契約の合意
- 2002年7月：日本信販とデジコインシステムで業務提携
- 2002年10月：株式会社へ組織変更
- 2005年11月：ネットワーク型防犯自動販売機『みまもりロボくん』の発表
- 2006年12月：リアルタイムFLAS生成エンジンであるケータイサーチビューアーの発表
- 2007年2月：新宿バルト9に座席指定予約システム「KINEZO]オープン
- 2007年12月：第三者割当増資を実施し、資本金が8,800万円となる。
- 2014年9月：第三者割当増資を実施し、資本金が18,800万円となる。
- 2017年12月:PCIホールディングスグループへ参画
- 2018年5月:PCIアイオス株式会社を吸収合併
- 2023年9月：PCIホールディングスからMBOにより独立

## 主な業績
- 日本音楽著作権協会(JASRAC)と着メロのASP配信に関してを日本で最初に合意契約した。[2]
- 「モバイルプロジェクト･アワード2007」において、同社の『ケータイサーチビューアー』がモバイルソリューション部門優秀賞を受賞。[3]
- 電気通信事業の資格を総務省より取得。事業者番号は0067。「67コール」というサービス名で、2023年6月末にサービスを終了したテレドームに代わり、主に放送番組のプレゼント募集に使われている。電話番号は「00678-4桁または5桁」で、携帯電話（プリペイド式は不可）からのみ発信可能となり、固定電話等からの発信はできない。